# 스칸디나비아디자인센터
스칸디나비아디자인센터 또는 스칸디나비안디자인센터(Scandinavian Design Center)는 2002년에 설립된 스웨덴의 온라인 유통 전문 업체이다. 이딸라 마리메꼬 로얄코펜하겐 노만코펜하겐 케흘러 등 북유럽 리빙 인테리어 디자인 브랜드를 주로 판매한다.